# Sancta Susanna
Sancta Susanna è un'opera lirica di Paul Hindemith su libretto di August Stramm, portata al debutto a Francoforte nel 1922.
L'opera è il terzo e ultimo capitolo di un trittico di atti unici di ispirazione espressionista che Hindemith iniziò nel 1921 con Mörder, Hoffnung der Frauen e Das Nusch-Nuschi.

## Trama
In una notte di maggio, la monaca Susanna è in estati religiosa davanti all'enorme crocifisso della chiesa. Richiamata all'ordine dalla consorella Klementia, Susanna si distrae quando sente dalla finestra la cameriera amoreggiare con il garzone, risvegliando in lei pensieri lussuriosi. Un refolo di vento spegne una candela e Susanna interpreta il segno come un intervento demoniaco, anche perché Klementia non riesce più a riaccendere la candela.
L'episodio rammenta a Klementia un fatto successo alcuni decenni prima, quando Beata, un'altra consorella, entrò in chiesa completamente nuda e si avvinghiò al crocifisso per baciare l'immagine di Cristo. In tutta risposta, le monache murarono Beata dietro al crocifisso, di cui coprirono i lombi con un panno prima di porre una candela davanti ad esso per espiare il sacrilegio. Susanna, che sente i lamenti di Beata da dietro al muro, riesce a riaccendere la candela.
Un enorme ragno che zampetta sull'altare spaventa le suore e, quando Klementia si rende conto che Beata ha smesso di gemere, Susanna cade in estasi, spegne il cero davanti al crocifisso e si spoglia. Mentre Klementia prova a ricordarle dei suoi voti di castità, povertà e obbedienza, Susanna strappa il telo che cinge i fianchi del crocifisso e cade in ginocchio davanti ad esso, solo per poi essere spaventata dal ragno e sbattere la testa contro l'altare.
In quel momento la campana comincia a suonare l'ora e le consorelle giungono in chiesa per la preghiere. Preoccupate, si raggruppano intorno a Susanna che, ripresasi, si rialza e chiede alle sorelle di essere murata viva come Beata. A nulla servono gli inviti delle monache a confessarsi.

## Storia

### Genesi e prime rappresentazioni
Ispirata all'atto unico Ein Gesang der Mainacht di August Stramm, pubblicato su Der Sturm nel 1914 da Herwarth Waldern, l'opera fu composta rapidamente tra il 19 gennaio e il 5 febbraio 1921. La tematica dell'opera, ritenuta immorale e scabrosa, impedì che essa venisse rappresentata insieme al resto del trittico a Stoccarda; anche il direttore d'orchestra Fritz Busch, che aveva diretto le precedenti composizioni di Hindemith e favorito la sua carriera, si rifiutò categoricamente di dirigere l'opera, considerandola oscena.
Sancta Susanna fu portata al debutto il 26 marzo 1922 all'Oper Frankfurt con la direzione musicale di Ludwig Rottenberg e la regia di Ernst Lert. La rappresentazione causò un autentico scandalo e associazioni cristiane locali tentarono di farla rimuovere dal cartellone, mentre altre organizzarono giornate di preghiera per espiare il "sacrilegio" commesso a teatro. I meriti artistici dell'opera cominciarono ad essere riconosciuti solo a partire dall'anno successivo, quando Alexander von Zemlinsky eseguì l'intero trittico a Praga, ma violente proteste da parte da partiti politici di destra (tra cui il Partito Popolare Tedesco e il Partito Popolare Nazionale Tedesco) e associazioni cristiane accompagnarono anche la prima ad Amburgo nel 1925. Il compositore e gli eredi proibirono nuove rappresentazioni tra gli anni cinquanta e settanta.

### Rappresentazioni successive
Nel 1978 il Teatro dell'Opera di Roma portò in scena la prima italiana di Sancta Susanna, con la direzione musicale di Marcello Panni, la regia di Giorgio Pressburger e scenografie e costumi di Mario Ceroli. Ancora una volta l'opera causò reazioni scandalizzate, tanto che il senatore Benedetto Todini si rivolse in senato a Carlo Pastorino, ministro del turismo e dello spettacolo, per denunciare i presunti malcostumi del Teatro dell'Opera di Roma, "ridotto a terreno di clientelari esperimentazioni, di scandalose improvvisazioni pseudo-artistiche, come la blasfema rappresentazione della Sancta Susanna ha ampiamente dimostrato".
La prima scaligera è avvenuta nel settembre 2006, quando Sacta Susanna è stata rappresentata sei volte insieme a Il dissoluto assolto in un allestimento con la regia di Patrizia Frini, la direzione musicale di Marko Letonja, scene e costumi di Alessandro Ciammarughi e un cast che annoverava Tatiana Serjan e Irina Lungu (Susanna), Brigitte Pinter e Natascha Petrisnky (Klementina) e Annamaria Chiuri e Anna Smirnova (vecchia suora).
L'opera ha continuato a suscitare reazioni scandalizzate e indignate anche nel XXI secolo. Nel 2024 un allestimento alla Staatsoper Stuttgart diretto da Florentina Holzinger portava in scena diversi momenti di nudo frontale femminile, pratiche BDSM e piercing eseguiti dal vivo, causando malori in diciotto spettatori in sala.

## Cast della prima assoluta
| Ruolo            | Registro vocale | Interprete della prima assoluta (26 marzo 1922, direttore Ludwig Rottenberg) | Interprete dalla prima italiana (Teatro dell'Opera di Roma, 28 febbraio 1978, direttore Marcello Panni) |
| ---------------- | --------------- | ---------------------------------------------------------------------------- | --- |
| Susanna          | soprano         | Emma Holl                                                                    | Felicia Weathers                                                                                        |
| Klementia        | contralto       | Magda Spiegel                                                                | Giuseppina Dalle Molle                                                                                  |
| La suora anziana | contralto       | Betty Mergler                                                                | Amalia Naclerio                                                                                         |
| Una ragazza      | ruolo parlato   | Meta Liebermann                                                              | Evelyn Hanack                                                                                           |
| Un garzone       | ruolo parlato   | Karl Giebel                                                                  | Peter Boom                                                                                              |
| Coro di suore    |                 |                                                                              | |

## Organico orchestrale
La partitura di Hindemith prevede l'uso di
- 2 flauti, 2 oboi, un corno inglese, 2 clarinetti, un clarinetto basso, 2 fagotti, un controfagotto
- 4 corni, 2 trombe, 3 tromboni, un basso tuba
- Un triangolo, uno xilofono, un tamburello, piatti, un rullante, una grancassa, un gong
- Una celesta, un'arpa
- archi